# 周鳳 (成化乙未進士)
周鳳（1441年—？），字文明，湖廣常德府龍陽縣人，明朝政治人物。

## 生平
由縣學生中式湖廣鄉試第四十三名舉人，會試中式第一百二十三名。年三十五歲中式成化十一年乙未科第二甲第八十三名進士。弘治七年（1494年）任江西贛州府知府。

## 家族
曾祖周思午；祖周之美；父周和；母趙氏。慈侍下，妻廖氏，兄鳳呈。